# Дюкарева (Брянская область)
Дюкарева — деревня в Карачевском районе Брянской области, в составе Бошинского сельского поселения. 

Расположена в 1 км к югу от села Петрова, в 1,5 км к северо-западу от деревни Алексеева. 
 Население — 35 человек (2010).

## История
Упоминается с XVII века в составе Подгородного стана Карачевского уезда. В XVIII—XIX вв. — владение Газукиных, Сибилевых; состояла в приходе села Петрова.
До 1929 года входила в Карачевский уезд (с 1861 — в составе Бошинской волости, с 1924 в Вельяминовской волости). 
 С 1929 в Карачевском районе; до 2005 года входила в состав Петровского сельсовета.

## Население
| Годы      | 1866 | 1887 | 1926 | 1979 | 1989 | 2002 | 2010 |
| --------- | ---- | ---- | ---- | ---- | ---- | ---- | ---- |
| Население | 162  | 267  | 200  | 91   | 62   | 42   | 35   |